# Masdevallia calagrasalis
Masdevallia calagrasalis är en orkidéart som beskrevs av Carlyle August Luer. Masdevallia calagrasalis ingår i släktet Masdevallia och familjen orkidéer. Inga underarter finns listade i Catalogue of Life.